# Parodia herteri
Espèce
Statut de conservation UICN

 CR  : 
En danger critique
Parodia herteri est une espèce de plantes à fleurs de la famille des Cactaceae et de la sous-famille Cactoideae. Il doit son nom au botaniste Wilhelm Herter. La première description remonte à 1936 sous le nom d'Echinocactus herteri par Erich Werdermann. Il a été décrit comme Parodia herteri en 1987 par Nigel Paul Taylor.

## Synonymes
- Synonymes homotypiques 
  - Echinocactus herteri Werderm. in Revista Sudamer. Bot. 3: 143 (1936)
  - Notocactus herteri (Werderm.) Buining & Kreuz. in Succulenta (Netherlands) 1950: 17 (1950)
  - Ritterocactus herteri (Werderm.) Doweld in Tsukkulenty 2(2): 22 (1999)
- Synonymes hétérotypiques 
  -  Notocactus herteri f. pseudoherteri (Buining) K.Herm in Internoto 10: 39 (1989)
  - Notocactus pseudoherteri Buining in Natl. Cact. Succ. J. 26: 2 (1971)
  - Notocactus rubriflorus Backeb. & F.M.Knuth in Kaktus-ABC: 254 (1936)

## Habitat
Originaire de l'Uruguay et du sud du Brésil, cette plante est adaptée aux basses terres avec des printemps pluvieux ainsi que dans des forêts et des plaines

## Description
Parodia herteri est un cactus sphérique et de couleur vert pâle. Ses côtes présentent des épines marron rouge groupées au niveau des aréoles. Le système racinaire est superficiel. Les plantes forment des groupes d'individus pouvant atteindre 1 m de haut et 20 cm de diamètre. Les fleurs rouges sont tubulaires avec un cœur jaune et mesurent 3,6 cm de diamètre.

## Mode de culture
Comme la plupart des cactus, Parodia herteri se plait dans les sols bien drainés, avec une exposition ensoleillée ou un peu ombragée. Pour fleurir il demande des arrosages copieux en été et nuls en hiver.

## Ravageurs
Les cochenilles farineuses peuvent souvent envahir Parodia herteri en été. Les pucerons peuvent attaquent les jeunes fleurs.